# 飛び込み出産
飛び込み出産（とびこみしゅっさん）とは、妊娠しているにもかかわらず、産科・助産所への定期受診を行わず、かかりつけ医を持たない妊婦（「野良妊婦」）が、産気づいたときに初めて医療機関に受診し出産する事をいう。飛び込み分娩は、産科的リスクや医療従事者の危険・精神的ストレス、病院経営の面からもリスクの大きい分娩である。

## 概要
日本において妊娠した際、もしくは妊娠の可能性がある際に、産科・助産院での検診を受ける場合がほとんどである。その後出産まで、定期的な妊婦検診を行う。具体的には、子宮がん検診・血液検査・エコー診断・尿検査を継続して行い、母子の健康状態を把握する。その際、何らかの異常が見つかった場合、その治療や対処、分娩時に想定される最大の準備を行う。妊婦検診は周産期の異常への対処を行い、周産期死亡率の改善を担う側面がある。
しかし、次のような理由で出産直前に至るまで医療機関を受診をしない者がいる。
- 妊婦健診の検査費用を惜しむ、または払えない[5]。（経済的な問題を抱えている場合、飛び込み出産を前提とした確信犯がほとんどである[3]。）
- 健診が必要な事に気づかなかった、または健診自体が不要と考える[5]。
- 妊娠への対応がわからなかった[5]。
- 健診にいけない事由がある（不法滞在者など）[5]

大阪産婦人科医会の調査では、妊婦健診を受けなかった主な理由は、未婚などの家庭事情・妊娠事実の受容困難（32％）、経済的な理由（30％）、知識の欠如・認識の甘さ（17％）、社会的孤立（12％）などであった。
妊婦健診を受けていない場合、出産に対応する病院側が母子の状態を把握できないため周産期異常の把握ができず、処置が遅れる可能性がある。そのため飛び込み出産は出産時のリスクが通常より高く、母子が危険にさらされるケースも多々ある。
2009年、大阪府が全国の都道府県として初めて飛び込み出産について都道府県レベルでの実態調査を行った。調査をまとめた医療センターは「出産とは本来危険なものであることを認識すべきだ」と警告を発している。
なお、妊娠に気付いているにもかかわらず、産科の健診などを受けない場合、母子保健法違反となる。（ただし罰則はない。）

（母性及び保護者の努力）

第4条 母性は、みずからすすんで、妊娠、出産又は育児についての正しい理解を深め、その健康の保持及び増進に努めなければならない。

2 乳児又は幼児の保護者は、みずからすすんで、育児についての正しい理解を深め、乳児又は幼児の健康の保持及び増進に努めなければならない。
（妊娠の届出）

第15条 妊娠した者は、厚生労働省令で定める事項につき、速やかに、保健所を設置する市又は特別区においては保健所長を経て市長又は区長に、その他の市町村においては市町村長に妊娠の届出をするようにしなければならない。
—母子保健法

## 問題点

### 妊婦
- 飛び込み出産をする妊婦は生活水準や経済レベルが低く通常の社会生活を営んでおらず、公的扶助から漏れていると指摘される[9]。学校教育や保健指導などを活用する意思や能力も有しておらず[9]、周産期医療を組み込んだ支援ネットワークが必要とされる[9]。
- 飛び込み出産は、子供への愛着が薄い傾向があり、児童虐待との関連性が指摘されている[10]。このため大阪府では2013年度から児童虐待予防の一環として対策を強化するなど[10]、行政側も問題視している。

### 病院
- 妊婦が出産にかかった費用を踏み倒すことも多く病院の経営を圧迫させる要因のひとつになっている[7][11][12]。
- 梅毒や肝炎、HIVといった感染症のウイルス保有者が多く、医療従事者が感染する可能性が高くなるリスクがある[9]。また、飛び込み出産の場合は感染症罹患の有無に関わらず妊婦を感染症患者として扱う必要があるため、必要以上のコストや人員が必要となり[9]、通常分娩の人へしわ寄せがいくケースがある[8]。
- 妊娠期間中に必要な処置を行わず周産期に何らかの問題が起き、不幸な運命をたどる場合もある[8]。

このようなトラブルを避けるため、飛び込み出産の救急搬送を断る病院が急増している。